# Qaem Shahr
Qā’em Shahr; anteriormente conocido como Shāhi (persa: Ŝāhi) es una ciudad y capital del condado de Qaem Shahr, provincia de Mazandaran, Irán. En el censo de 2016, su población era de 204,953. Originalmente conocido como Aliyabad, el nombre Ŝâhi (Shahi) se usó hasta la Revolución iraní en 1979 cuando la ciudad adquirió su nombre actual.
La ciudad está situada 237 kilómetros (147,3 mi) al noreste de Teherán; 20 kilómetros (12,4 mi) al sureste de Babol; y 23 kilómetros (14,3 mi) al suroeste de Sari, que es la capital de la provincia de Mazandaran. En 1951, la población de Qa'em Shahr era de alrededor de 18.000, aumentando a 123.684 en 1991. La ciudad es donde el ferrocarril del norte de Irán abandona las fértiles llanuras de Mazandaran para cruzar la cadena montañosa más alta del Medio Oriente, el Alborz.